# Olivier Nolin
Olivier Nolin est un acteur et réalisateur français né le 22 novembre 1947 à Paris.

## Filmographie

### Acteur
- 1969-1974 : Le Tribunal de l'impossible (série TV)
- 1974 : Le Colchique et l'étoile
- 1974 : La conciliation ou anatomie d'un otage
- 1977 : Au plaisir de Dieu : Henri de Plessis-Vaudreuil, père du narrateur.

### Réalisateur
- 1979 : L'école est finie
- 1985 : Flash Back ou Un jour ou l'autre
- 2017 : Ombres et Lumières

## Distinctions
- Sélection 2017 pour le festival international du film indépendant de Paris.
- Présélection 2017 dans la catégorie « Best Feature Film » pour le festival de Rome.
- Sélection 2019 au festival international de Madrid, nominations et Prix du jury: meilleur scenario; meilleure actrice : Marie Craipeau; meilleur acteur : Yann Verburgh
- Primé deux fois à Londres au Fusion Film Festival 2019: meilleur film étranger, meilleur film du Festival
- 5 nominations et 5 prix au festival international de Bruxelles 2019: Meilleur film étranger, meilleur réalisateur pour un film étranger,Olivier Nolin, meilleure actrice dans un film étranger dans un second rôle, Catherine Hubeau, meilleur acteur dans un film étranger dans un second rôle, Yann Verburgh, meilleure musique, Armand Amar